# Sony Ericsson Z610i
Sony Ericsson Z610i為Sony Ericsson於2006年10月12日所推出的3G行動電話，內建200萬畫素數位相機。由於其發行日期、賣點均與Motorola KRZR K1相近，所以兩者便成了競爭對手。